# دیوید و سیمون روبن
دیوید و سیمون روبن (انگلیسی: David and Simon Reuben) بازرگان یهودی انگلیسی هستند. در لیست میلیاردرهای انگلستان در سال ۲۰۱۳ این دو برادر در رتبه دوم قرار داشتند.

## زندگی اولیه
این دو برادر در بمبئی هندوستان در یک خانواده یهودی عراقی بسیار ثروتمند به دنیا آمدند. خانواده آنان از سالهای ۱۸۰۰ در امپراطوری بریتانیا زندگی می‌کردند و در سال ۱۹۵۰ به انگلستان مهاجرت کردند. آنها از مرکز تجارت خود در بمبئی تجارتهای زیادی در شبه قاره هند داشتند. وقتی دو پسر نوجوان بودند خانواده به انگلستان مهاجرت کردند و به مدرسه انگلیسی رفتند. در سالهای ۱۹۷۰ و ۱۹۸۰ این دو برادر ثروت خود را به شدت افزایش دادند. بیشتر ثروت آنان از فروش فلزات و مسکن به دست آمد. حدود نیمی از ثروت آنها به صورت ثروت مایع پول و سهام است. این دو برادر بسیار مخفی کار هستند و از شهرت گریزانند و اطلاعات کمی در مورد تجارتهای آنان در دست است.

## صنعت فلزات
در سالهای ۱۹۹۰ این دو برادر وارد بازار فلزات روسیه شدند. شرکت روبنها سومین تولیدکننده بزرگ آلومینیوم در دنیا شد. در اوج قدرت خود، شرکت آنها، ترانز-ورلد متالز، حدود ۷٪ تولید آلومینیوم دنیا را مدیریت می‌کرد. در این زمان سرمایه شرکت آنها در روسیه ۱٫۵ میلیارد دلار و سود سالیانه آنها ۸ میلیارد دلار بود. در روسیه تجارت روبنها به همراه همکاری با شرکای غیرقانونی زیادی بود. بسیاری از همکاران آنها از الیگارچهای روسی بودند و رومن آبرامویچ نیز با آنان همکاری می‌کرد. در سال ۲۰۰۸ برادران روبن تجارت خود را به معدن در مراکش، اندونزی و آفریقای جنوبی گسترش دادند.

## فعالیتهای فعلی
از سال ۲۰۰۰ به بعد برادران روبن بیشتر سرمایه‌گذاری خود را در روسیه کاهش دادند و به سرمایه‌گذاری در انگلستان بازگشتند. در حال حاضر برادران روبن مالک برج میلیبانک، مرکز شرکای جان لوئیس در ویکتوریا، دفتر آمریکن اکسپرس در ویکتوریا، خانه کارلتون، خانه آکادمی در خیابان سکزویل، خانه کانائت در میدان برکلی، برجهای مارکت، مغازه‌های خیابان سلوان، و خانه کمبریج هستند. بعضی دیگر از املاک آنها عبارت است از:
- میدان تاجران، منطقه‌ای به وسعت ۱۷۰۰۰۰ متر مربع که مرکز اصلی فعالیتهای خیابان پادینگتون لندن می‌باشد.
- هتلها و مراکز تفریحی پارک پلازا
- خانه همپتون
- فرودگاهها: فرودگاه آکسفورد لندن، هلیپورت لندن

برادران روبن از طریق مؤسسه آلدرگیت در بسیاری املاک دیگر نیز سهم دارند:
- هتلها: سرمایه در هتلهای اورینت اکسپرس و تراولاج.
- پوشاک: شرکاء در شلوار جین دی ۲ و بلو اینک
- بانکداری: سرمایه‌گذار در بانک لوپ و متروبانک
- شرکت ولینگتون پاب
- اسبرانی: آرنا لیژر و نوترن ریسینگ

## زندگی شخصی
برادران روبن بسیار درونگرا هستند و اطلاعات خیلی کمی از زندگی شخصی آنان در دست است. سیمون برادر کوچکتر در تمامی طول فعالیت اقتصادی خود تنها یک مصاحبه با روزنامه نگاران کرده است. هر دو برادر ازدواج کرده و دارای فرزند هستند.